# A991公路
A991公路是一條位於蘇格蘭鄧迪的主要道路，組成了鄧迪市中心的內环路。